# ユナング
ユナング （フランス語:Huningue、ドイツ語:Hüningen、アルザス語:Hinige）は、フランス、グラン・テスト地域圏、オー＝ラン県のコミューン。

## 地理
ラン川沿いにあり、コミューンの南東部はドイツ、スイスと国境を接している。

## 歴史

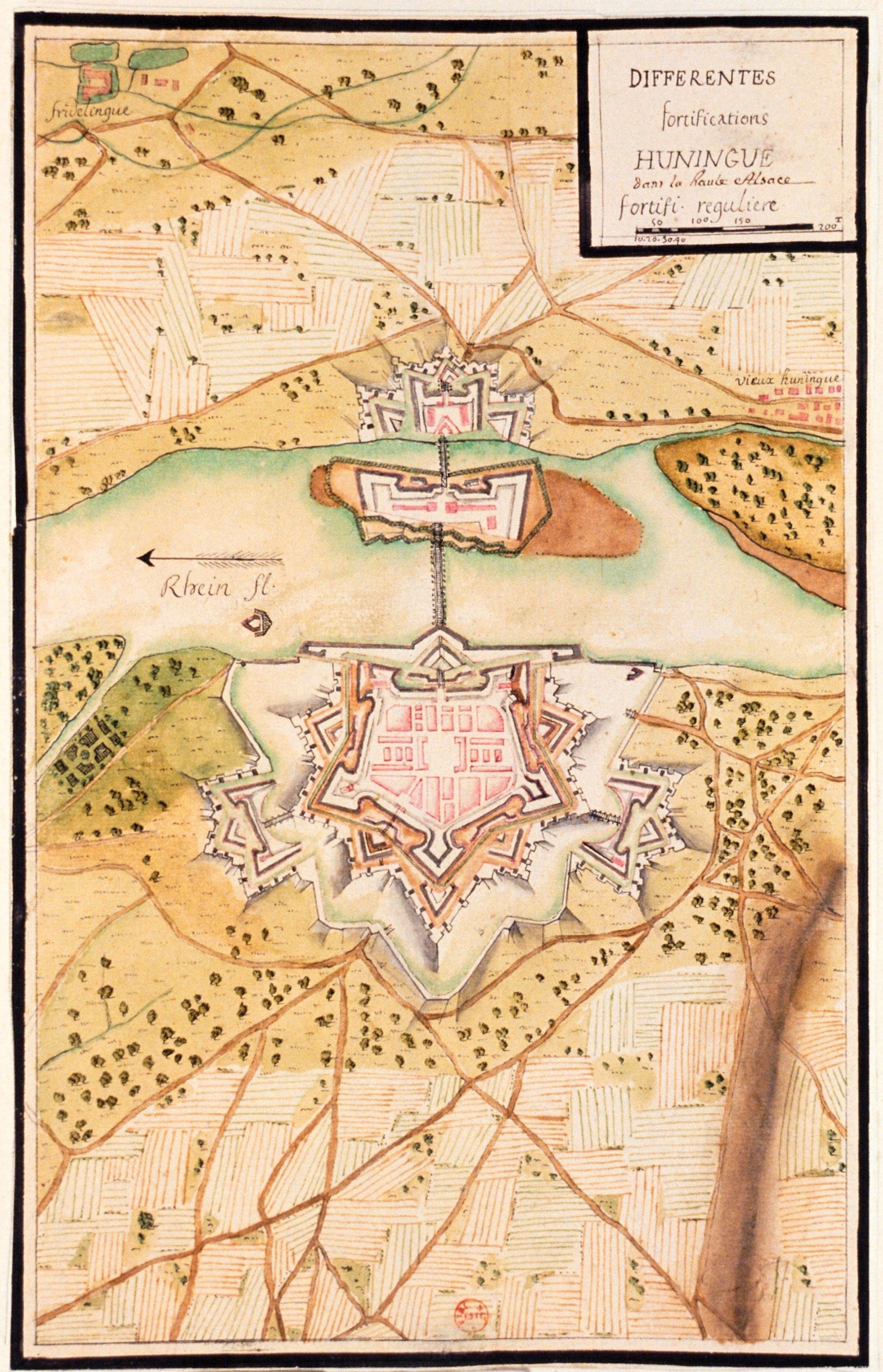
17世紀に描かれたユナングの要塞

- 826年 - ユナングが初めて公文書に名を記される
- 中世 - ハプスブルク家領の一部であった
- 1648年 - ヴェストファーレン条約によって、ユナングを含むアルザスがフランス王国領となる。
- 1679年 - ルイ14世はユナング要塞建設を命令、1680年よりヴォーバン指揮のもとで事業が始まる
- 1684年 - 要塞建設により、ラン川に浮かぶウスト島住民に退去が命じられる
- 1796年-1797年 - ユナングは2万人のオーストリア軍に包囲される。ジャン・シャルル・アバテュシ将軍率いるラン軍が3ヶ月間の包囲に耐える。
- 1814年 - バイエルン軍に包囲される
- 1815年 - 再びオーストリア軍に包囲される。わずか500人の守備隊を率いるジョセフ・バルバネリュが2ヶ月間持ちこたえる。ナポレオン1世退位後の8月26日に降伏すると、まちは破壊された。
- 1871年 - 普仏戦争敗北により締結されたフランクフルト条約で、ユナングはドイツ領となる
- 1918年 - ヴェルサイユ条約でユナング、フランスに返還される
- 1939年 - ナチス・ドイツ侵攻。まちの6割が破壊される。近郊のコミューン、サン＝ルイと合併しフュニンゲン＝ザンクト・ルードヴィヒ（Hüningen-Sankt Ludwig）と改名。

## 経済
ノヴァルティス、シーバ、クラリアント、エフ・ホフマン・ラ・ロシュ、ヴェレダなど、スイスの医薬品・ヘルスケア企業が多く進出している。

## 人口統計
| 1962年 | 1968年 | 1975年 | 1982年 | 1990年 | 1999年 | 2006年 |
| ------ | ------ | ------ | ------ | ------ | ------ | ------ |
| 4963   | 5769   | 6576   | 6679   | 6252   | 6097   | 6358   |

source = EhessとInsee

## 姉妹都市
- スーストン、フランス
- ヴァイル・アム・ライン、ドイツ